# Liste der Stolpersteine in Göttingen
Die Liste der Stolpersteine in Göttingen enthält alle Stolpersteine, die im Rahmen des gleichnamigen Projekts von Gunter Demnig in Göttingen verlegt wurden. Mit ihnen soll an Opfer des Nationalsozialismus erinnert werden, die in Göttingen lebten und wirkten. Bisher wurden seit der ersten Verlegung im Mai 2012 bei neun Terminen insgesamt 102 Stolpersteine verlegt. (Stand: Oktober 2024)

## Verlegte Stolpersteine
| Bild                                                             | Person, Inschrift | Adresse                                              | Verlege- datum | Anmerkung |
| ---------------------------------------------------------------- | --- | ---------------------------------------------------- | -------------- | --- |
| Stolperstein Göttingen Bühlstraße                                | Hier wohnte Hedwig Steinberg Jg. 1867 deportiert 1942 Theresienstadt Minsk ???                                                                                 | Bühlstraße 4 ·                                       | 26. Mai 2012   | |
| Stolperstein Göttingen Bühlstraße 28a Gustav Eisenstein          | Hier wohnte Gustav Eisenstein Jg. 1871 gedemütigt/entrechtet tot 16.3.1934                                                                                     | Bühlstraße 28a ·                                     | 9. Dez. 2019   | |
| Stolperstein Göttingen Bühlstraße 28a Else Eisenstein            | Hier wohnte Else Eisenstein geb. Müller Jg. 1895 verzogen 1936 Frankfurt a.M. deportiert 1942 Raasiku ermordet in Kalevi-Liiva                                 | Bühlstraße 28a ·                                     | 9. Dez. 2019   | |
| Stolperstein Göttingen Bühlstraße 28a Ruth Eisenstein            | Hier wohnte Ruth Eisenstein Jg. 1928 verzogen 1936 Frankfurt a.M. deportiert 1942 Raasiku ermordet in Kalevi-Liiva                                             | Bühlstraße 28a ·                                     | 9. Dez. 2019   | |
| Stolperstein Göttingen Bühlstraße 28a Inge Eisenstein            | Hier wohnte Inge Eisenstein Jg. 1930 verzogen 1936 Frankfurt a.M. deportiert 1942 Raasiku ermordet in Kalevi-Liiva                                             | Bühlstraße 28a ·                                     | 9. Dez. 2019   | |
| Stolperstein Göttingen Bühlstraße 28a Gerhart Rosenberg          | Hier wohnte Gerhart Rosenberg Jg. 1921 verzogen 1935 Frankfurt a.M. Flucht 1939 England USA                                                                    | Bühlstraße 28a ·                                     | 9. Dez. 2019   | |
| Stolperstein Göttingen Bühlstraße 28a Ursula Rosenberg           | Hier wohnte Ursula Rosenberg Jg. 1921 verzogen 1935 Frankfurt a.M. Flucht 1939 England USA                                                                     | Bühlstraße 28a ·                                     | 9. Dez. 2019   | |
| Stolperstein Göttingen Bühlstraße 28a Meta Müller                | Hier wohnte Meta Müller geb. Gräfenberg Jg. 1871 gedemütigt/entrechtet tot 19.9.1935                                                                           | Bühlstraße 28a ·                                     | 9. Dez. 2019   | |
| Stolperstein Göttingen Bühlstraße 28a Luise Rosenberg            | Hier wohnte Rosa Luise Rosenberg geb. Müller Jg. 1894 verzogen 1935 Frankfurt a.M. gedemütigt/entrechtet tot 10.3.1939                                         | Bühlstraße 28a ·                                     | 9. Dez. 2019   | |
|                                                                  | Hier wohnte Else Katz geb. Meininger Jg. 1879 gedemütigt/entrechtet vor Deportation Flucht in den Tod 8. Nov. 1941                                             | Düstere Straße 1 ·                                   | 16. Sep. 2024  | |
|                                                                  | Hier wohnte Käthe Meininger geb. Weill Jg. 1885 deportiert 1942 Ghetto Warschau ermordet                                                                       | Düstere Straße 1 ·                                   | 16. Sep. 2024  | |
|                                                                  | Hier wohnte/arbeitete Harry Meininger Jg. 1875 gedemütigt/entrechtet tot 25. Dez. 1935                                                                         | Düstere Straße 1 ·                                   | 16. Sep. 2024  | |
|                                                                  | Hier wohnte/arbeitete Thekla Meininger geb. Sacki Jg. 1890 unfreiwillig verzogen 1941 Aschersleben deportiert 1942 Ghetto Warschau ermordet                    | Düstere Straße 1 ·                                   | 16. Sep. 2024  | |
|                                                                  | Hier wohnte Ilse Meininger Jg. 1914 Flucht 1938 Kolumbien | Düstere Straße 1 ·                                   | 16. Sep. 2024  | |
|                                                                  | Hier wohnte Ludwig Meininger Jg. 1919 gedemütigt/entrechtet Flucht in den Tod 26. Jan. 1943                                                                    | Düstere Straße 1 ·                                   | 16. Sep. 2024  | |
| der Stolperstein für Abraham Baruch                              | Hier wohnte/arbeitete Abraham Baruch Jg. 1875 Flucht 1933 Holland interniert Westerbork deportiert 1943 Sobibor ermordet 14.5.1943                             | Düstere Straße 10 ·                                  | 18. Mai 2021   | |
| der Stolperstein für Berta Baruch                                | Hier wohnte/arbeitete Berta Baruch geb. Jacobsohn Jg. 1871 Flucht 1933 Holland interniert Westerbork deportiert 1943 Sobibor ermordet 14.5.1943                | Düstere Straße 10 ·                                  | 18. Mai 2021   | |
|                                                                  | Hier wohnte Toni Löwenherz geb. Lichenheim Jg. 1876 gedemütigt/entrechtet vor Deportation Flucht in den Tod 22. März 1942                                      | Friedländer Weg 26 ·                                 | 20. Nov. 2023  | Für Toni Löwenherz wurde im Oktober 2010 in Lauenförde bereits ein Stolperstein verlegt. Sie nahm sich am 22. März 1942 in Göttingen selbst das Leben, um der Deportation zu entgehen. |
|                                                                  | Hier wohnte Florence Löwenherz geb. Webb Jg. 1900 Flucht 1939 USA                                                                                              | Friedländer Weg 26 ·                                 | 20. Nov. 2023  | |
|                                                                  | Hier wohnte Renate 'Renée' Löwenherz Jg. 1929 Flucht 1939 England 1940 USA                                                                                     | Friedländer Weg 26 ·                                 | 20. Nov. 2023  | |
|                                                                  | Hier wohnte Vera Löwenherz Jg. 1930 Flucht 1939 England 1940 USA                                                                                               | Friedländer Weg 26 ·                                 | 20. Nov. 2023  | |
| der Stolperstein für Callmann Karl Kahn                          | Hier wohnte/arbeitete Callmann Karl Kahn Jg. 1872 Flucht 1933 Frankreich erkrankt tot 15.2.1934 Göttingen                                                      | Groner Straße 4 ·                                    | 18. Mai 2021   | |
| der Stolperstein für Marie Kahn                                  | Hier wohnte/arbeitete Marie Kahn geb. Sternreich Jg. 1875 deportiert 1942 Ghetto Warschau ermordet                                                             | Groner Straße 4 ·                                    | 18. Mai 2021   | |
| der Stolperstein für Max Kahn                                    | Hier wohnte/arbeitete Max Kahn Jg. 1903 Flucht 1933 England | Groner Straße 4 ·                                    | 18. Mai 2021   | |
| der Stolperstein für Rosa Kahn                                   | Hier wohnte/arbeitete Rosa Kahn verh. Friedmann Jg. 1906 Flucht 1933 Belgien 1935 Palästina                                                                    | Groner Straße 4 ·                                    | 18. Mai 2021   | |
| der Stolperstein für Theodor Kahn                                | Hier wohnte/arbeitete Theodor Kahn Jg. 1909 Flucht 1933 England                                                                                                | Groner Straße 4 ·                                    | 18. Mai 2021   | |
| der Stolperstein für Jakob Kahn                                  | Hier wohnte/arbeitete Jakob Kahn Jg. 1909 Flucht 1939 England                                                                                                  | Groner Straße 4 ·                                    | 18. Mai 2021   | |
| der Stolperstein für Leopold Katz                                | Hier wohnte Leopold Katz Jg. 1875 deportiert 1942 Ghetto Warschau ermordet                                                                                     | Groner Straße 9 ·                                    | 17. März 2015  | |
| der Stolperstein für Ludolf Katz                                 | Hier wohnte Ludolf Katz Jg. 1903 Flucht 1938 USA | Groner Straße 9 ·                                    | 17. März 2015  | |
| der Stolperstein für Mathilde Katz                               | Hier wohnte Mathilde Katz geb. Apt Jg. 1878 deportiert 1942 Ghetto Warschau ermordet                                                                           | Groner Straße 9 ·                                    | 17. März 2015  | |
| der Stolperstein für Rosa Katz                                   | Hier wohnte Rosa Katz Jg. 1911 Flucht 1937 USA | Groner Straße 9 ·                                    | 17. März 2015  | |
| der Stolperstein für Amalie Katz                                 | Hier wohnte/arbeitete Amalie Katz geb. Lipschütz Jg. 1874 'Polenaktion' 1938 Bentschen/Zbaszyn Schicksal unbekannt                                             | Groner Straße 13 ·                                   | 21. Sep. 2022  | |
| der Stolperstein für Bernhard Katz                               | Hier wohnte/arbeitete Bernhard Katz Jg. 1903 Flucht 1934 Palästina                                                                                             | Groner Straße 13 ·                                   | 21. Sep. 2022  | |
| der Stolperstein für Paul Silbergleit                            | Hier wohnte Paul Silbergleit Jg. 1881 deportiert 1942 Ghetto Warschau Ghetto Kielce ermordet in Treblinka                                                      | Groner Straße 52 ·                                   | 7. Feb. 2018   | |
| der Stolperstein für Rosa Silbergleit                            | Hier wohnte Rosa Silbergleit geb. Blum Jg. 1886 deportiert 1942 Ghetto Warschau Ghetto Kielce ermordet in Treblinka                                            | Groner Straße 52 ·                                   | 7. Feb. 2018   | |
| der Stolperstein für Gerda Silbergleit                           | Hier wohnte Gerda Silbergleit verh. Buergenthal Jg. 1912 Heirat / Umzug / Polen 1941 Ghetto Kielce 1944 Auschwitz Ravensbrück befreit                          | Groner Straße 52 ·                                   | 7. Feb. 2018   | |
| der Stolperstein für Erich Silbergleit                           | Hier wohnte Erich Silbergleit Jg. 1914 Flucht 1938 USA | Groner Straße 52 ·                                   | 7. Feb. 2018   | |
| der Stolperstein für Eugen Meininger                             | Hier wohnte Eugen Meininger Jg. 1879 gedemütigt / entrechtet tot 19.5.1935                                                                                     | Lotzestraße 20a ·                                    | 7. Feb. 2018   | |
| der Stolperstein für Aenne Meininger                             | Hier wohnte Aenne Meininger geb. Stern Jg. 1889 Flucht 1938 Luxemburg Frankreich interniert Drancy deportiert 1942 ermordet in Auschwitz                       | Lotzestraße 20a ·                                    | 7. Feb. 2018   | |
| der Stolperstein für Hildegard Meininger                         | Hier wohnte Hildegard Meininger verh. Garti Jg. 1913 Flucht 1935 Bulgarien                                                                                     | Lotzestraße 20a ·                                    | 7. Feb. 2018   | |
| der Stolperstein für Franz Josef Meininger                       | Hier wohnte Franz Josef Meininger Jg. 1921 Flucht 1938 Palästina                                                                                               | Lotzestraße 20a ·                                    | 7. Feb. 2018   | |
|                                                                  | Hier wohnte Hermann Ferdinand Fränkel Jg. 1888 Flucht 1935 USA                                                                                                 | Münchhausenstraße 27 ·                               | 20. Nov. 2023  | Hermann Fränkel (1888–1977) war Professor an der Uni Göttingen und verlor wegen seiner jüdischen Herkunft 1933 seine Anstellung.                                                       |
|                                                                  | Hier wohnte Lilli Fränkel geb. Fraenkel Jg. 1890 Flucht 1935 USA                                                                                               | Münchhausenstraße 27 ·                               | 20. Nov. 2023  | |
|                                                                  | Hier wohnte Hans Hermann Fränkel Jg. 1916 Flucht 1935 USA | Münchhausenstraße 27 ·                               | 20. Nov. 2023  | |
|                                                                  | Hier wohnte Edith Johanna Fränkel Jg. 1920 Flucht 1935 England USA                                                                                             | Münchhausenstraße 27 ·                               | 20. Nov. 2023  | |
|                                                                  | Hier wohnte Brigitte Lilli Fränkel Jg. 1928 Flucht 1935 England USA                                                                                            | Münchhausenstraße 27 ·                               | 20. Nov. 2023  | |
| Stolperstein Göttingen Obere-Masch-Straße 10 Cäsar Asser         | Hier wohnte Cäsar Asser Jg. 1872 deportiert 1942 Theresienstadt ermordet 3.7.1943                                                                              | Obere-Masch-Straße 10 ·                              | 12. Feb. 2016  | |
| Stolperstein Göttingen Obere-Masch-Straße 10 Fanny Asser         | Hier wohnte Fanny Asser geb. Lipschütz Jg. 1872 deportiert 1942 Theresienstadt ermordet 3.2.1943                                                               | Obere-Masch-Straße 10 ·                              | 12. Feb. 2016  | |
| Stolperstein Göttingen Obere-Masch-Straße 10 Hugo Meyerstein     | Hier wohnte Hugo Meyerstein Jg. 1891 deportiert 1942 Ghetto Warschau ermordet                                                                                  | Obere-Masch-Straße 10 ·                              | 12. Feb. 2016  | |
| Stolperstein Göttingen Obere-Masch-Straße 10 Georg Meyerstein    | Hier wohnte Georg Meyerstein Jg. 1928 deportiert 1942 Ghetto Warschau ermordet                                                                                 | Obere-Masch-Straße 10 ·                              | 12. Feb. 2016  | |
| Stolperstein Göttingen Obere-Masch-Straße 10 Ludwig Meyerstein   | Hier wohnte Ludwig Meyerstein Jg. 1920 deportiert 1942 Ghetto Warschau ermordet                                                                                | Obere-Masch-Straße 10 ·                              | 12. Feb. 2016  | |
| Stolperstein Göttingen Obere-Masch-Straße 10 Paula Meyerstein    | Hier wohnte Paula Meyerstein geb. Jaretzki Jg. 1890 deportiert 1942 Ghetto Warschau ermordet                                                                   | Obere-Masch-Straße 10 ·                              | 12. Feb. 2016  | |
|                                                                  | Hier wohnte Erich Meyerstein Jg. 1923 Flucht 1939 England | Obere-Masch-Straße 10 ·                              | 16. Sep. 2024  | |
| der Stolperstein für Max Silbergleit                             | Hier wohnte Max Silbergleit Jg. 1878 deportiert 1942 Ghetto Warschau ermordet in Treblinka                                                                     | Papendiek 3 ·                                        | 7. Feb. 2018   | |
| der Stolperstein für Lea Silbergleit                             | Hier wohnte Lea Silbergleit geb. Blum Jg. 1888 deportiert 1942 Ghetto Warschau ermordet in Treblinka                                                           | Papendiek 3 ·                                        | 7. Feb. 2018   | |
| Stolperstein Göttingen Papendiek 26 Jenny Asser                  | Hier wohnte Jenny Asser Jg. 1904 deportiert 1942 Ghetto Warschau ermordet                                                                                      | Papendiek 26 ·                                       | 17. März 2015  | |
| Stolperstein Göttingen Papendiek 26 Julius Asser                 | Hier wohnte Julius Asser Jg. 1905 deportiert 1942 Ghetto Warschau ermordet                                                                                     | Papendiek 26 ·                                       | 17. März 2015  | |
| Stolperstein Göttingen Papendiek 26 Kurt Asser                   | Hier wohnte Kurt Asser Jg. 1926 deportiert 1942 Ghetto Warschau ermordet                                                                                       | Papendiek 26 ·                                       | 17. März 2015  | |
| Stolperstein Göttingen Papendiek 26 Lissy Asser                  | Hier wohnte Lissy Asser Jg. 1927 deportiert 1942 Ghetto Warschau ermordet                                                                                      | Papendiek 26 ·                                       | 17. März 2015  | |
| Stolperstein Göttingen Papendiek 26 Bertha Fernich               | Hier wohnte Berta Fernich geb. Blumenfeld Jg. 1876 deportiert 1942 Ghetto Warschau ermordet                                                                    | Papendiek 26 ·                                       | 17. März 2015  | |
| der Stolperstein für Markus Wagner                               | Hier wohnte/arbeitete Markus Wagner Jg. 1874 'Polenaktion' 1938 Bentschen/Zbaszyn Flucht 1939 Palästina                                                        | Papendiek 26 ·                                       | 21. Sep. 2022  | |
| der Stolperstein für Neche Wagner                                | Hier wohnte Neche Wagner geb. Sternreich Jg. 1877 'Polenaktion' 1938 Bentschen/Zbaszyn Flucht 1939 Palästina                                                   | Papendiek 26 ·                                       | 21. Sep. 2022  | |
| der Stolperstein für Moses Wagner                                | Hier wohnte Moses Wagner Jg. 1906 eingewiesen 1910 Heilanstalt Göttingen 'verlegt' 27.9.1940 Brandenburg ermordet 27.9.1940 Sonderaktion innerhalb 'Aktion T4' | Papendiek 26 ·                                       | 21. Sep. 2022  | |
| der Stolperstein für Karl Wagner                                 | Hier wohnte Karl Wagner Jg. 1907 unfreiwillig verzogen 1936 Berlin Flucht 1938 Palästina                                                                       | Papendiek 26 ·                                       | 21. Sep. 2022  | |
| der Stolperstein für Sally Wagner                                | Hier wohnte/arbeitete Sally Wagner Jg. 1909 Flucht 1934 Dänemark 1936 Palästina                                                                                | Papendiek 26 ·                                       | 21. Sep. 2022  | |
| der Stolperstein für Walter Wagner                               | Hier wohnte/arbeitete Walter Wagner Jg. 1910 Flucht 1938 Belgien 1939 England                                                                                  | Papendiek 26 ·                                       | 21. Sep. 2022  | |
| der Stolperstein für Klara Wagner                                | Hier wohnte/arbeitete Klara Wagner Jg. 1912 Flucht 1939 England                                                                                                | Papendiek 26 ·                                       | 21. Sep. 2022  | |
| der Stolperstein für Hermann Wagner                              | Hier wohnte/arbeitete Hermann Wagner Jg. 1912 Flucht 1936 Palästina                                                                                            | Papendiek 26 ·                                       | 21. Sep. 2022  | |
| der Stolperstein für Hermann Prager                              | Hier wohnte/arbeitete Hermann Prager Jg. 1897 Flucht 1939 England                                                                                              | Papendiek 26 ·                                       | 21. Sep. 2022  | |
| der Stolperstein für Esther Prager                               | Hier wohnte/arbeitete Esther Prager geb. Wagner Jg. 1904 Flucht 1939 England                                                                                   | Papendiek 26 ·                                       | 21. Sep. 2022  | |
| der Stolperstein für Norbert Prager                              | Hier wohnte Norbert Prager Jg. 1932 Flucht 1939 England | Papendiek 26 ·                                       | 21. Sep. 2022  | |
| Stolperstein Göttingen Rote Straße 16 Rosa Meyerstein            | Hier wohnte Rosa Meyerstein geb. Gans Jg. 1888 deportiert 1942 Ghetto Warschau ermordet                                                                        | Rote Straße 16 ·                                     | 12. Feb. 2016  | |
| Stolperstein Göttingen Rote Straße 16 Herbert Meyerstein         | Hier wohnte Herbert Meyerstein Jg. 1922 Flucht 1939 Holland interniert Westerbork deportiert 1942 Auschwitz ermordet 29.8.1942                                 | Rote Straße 16 ·                                     | 12. Feb. 2016  | |
| Stolperstein Göttingen Rote Straße 16 Siegfried Meyerstein       | Hier wohnte Siegfried Meyerstein Jg. 1888 deportiert 1942 Ghetto Warschau ermordet                                                                             | Rote Straße 16 ·                                     | 12. Feb. 2016  | |
| Stolperstein Göttingen Rote Straße 16 Johanna Gans               | Hier wohnte Johanna Gans Jg. 1890 deportiert 1942 Ghetto Warschau ermordet                                                                                     | Rote Straße 16 ·                                     | 12. Feb. 2016  | |
|                                                                  | Hier wohnte Heinz Meyerstein Jg. 1920 Flucht 1939 Holland 1943 Spanien 1944 Palästina                                                                          | Rote Straße 16 ·                                     | 16. Sep. 2024  | |
|                                                                  | Hier wohnte Karoline Piterson geb. Rosenthal Jg. 1851 deportiert 1942 Theresienstadt ermordet 21.8.1942                                                        | Rote Straße 16 ·                                     | 16. Sep. 2024  | |
| Stolperstein Göttingen Weender Landstraße 3 Else Kaufmann        | Hier wohnte Else Kaufmann geb. Beschütz Jg. 1877 deportiert 1942 Theresienstadt ermordet 12.8.1943                                                             | Weender Landstraße 5b · Heute Weender Landstraße 3 · | 12. Feb. 2016  | |
| Stolperstein Göttingen Weender Landstraße 12 Hermann Hirsch      | Hier wohnte Hermann Hirsch Jg. 1861 gedemütigt/entrechtet Flucht in den Tod 1.3.1934                                                                           | Weender Landstraße 12 ·                              | 17. März 2015  | |
| der Stolperstein für Jacob Nussbaum                              | Hier wohnte/arbeitete Jacob Nussbaum Jg. 1882 unfreiwillig verzogen 1939 Hamburg Flucht 1941 USA                                                               | Weender Landstraße 33 ·                              | 18. Mai 2021   | |
| der Stolperstein für Ida Nussbaum                                | Hier wohnte/arbeitete Ida Nussbaum geb. Pohly Jg. 1887 unfreiwillig verzogen 1939 Hamburg Flucht 1941 USA                                                      | Weender Landstraße 33 ·                              | 18. Mai 2021   | |
| der Stolperstein für Rosa Nussbaum                               | Hier wohnte Rosa Nussbaum verh. Goldenstein Jg. 1910 Flucht 1936 USA                                                                                           | Weender Landstraße 33 ·                              | 18. Mai 2021   | |
| der Stolperstein für Hilde Nussbaum                              | Hier wohnte Hilde Nussbaum verh. Meissner Jg. 1911 Flucht 1936 Palästina USA                                                                                   | Weender Landstraße 33 ·                              | 18. Mai 2021   | |
| Stolperstein Göttingen Weender Straße 19/20 Hugo Gräfenberg      | Kaufhaus Louis Gräfenberg Hier wohnte / arbeitete Hugo Gräfenberg Jg. 1872 gedemütigt/entrechtet tot 13.6.1934                                                 | Weender Straße 19/21 ·                               | 9. Dez. 2019   | |
| Stolperstein Göttingen Weender Straße 19/20 Amalie Gräfenberg    | Hier wohnte / arbeitete Amalie Gräfenberg geb Rosenberg Jg. 1879 gedemütigt/entrechtet tot 2.12.1934                                                           | Weender Straße 19/21 ·                               | 9. Dez. 2019   | |
| Stolperstein Göttingen Weender Straße 19/20 Anneliese Gräfenberg | Hier wohnte / arbeitete Anneliese Gräfenberg verh. Dikstein Jg. 1903 Flucht 1937 CSR deportiert 1942 Theresienstadt 1943 Auschwitz ermordet                    | Weender Straße 19/21 ·                               | 9. Dez. 2019   | |
| Stolperstein Göttingen Weender Straße 19/20 Carl Gräfenberg      | Kaufhaus Louis Gräfenberg Hier wohnte / arbeitete Carl Gräfenberg Jg. 1909 Flucht 1938 Palästina                                                               | Weender Straße 19/21 ·                               | 9. Dez. 2019   | |
| Stolperstein Göttingen Weender Straße 19/20 Richard Gräfenberg   | Kaufhaus Louis Gräfenberg Hier wohnte / arbeitete Richard Gräfenberg Jg. 1870 gedemütigt/entrechtet mit Hilfe überlebt                                         | Weender Straße 19/21 ·                               | 9. Dez. 2019   | |
| Stolperstein Göttingen Weender Straße 19/20 Helene Gräfenberg    | Hier arbeitete Helene Gräfenberg geb. Heidemann Jg. 1889 mit Hilfe überlebt                                                                                    | Weender Straße 19/21 ·                               | 9. Dez. 2019   | |
| Stolperstein Göttingen Weender Straße 19/20 Walter Gräfenberg    | Hier wohnte / arbeitete Walter Gräfenberg Jg. 1907 Flucht 1937 USA                                                                                             | Weender Straße 19/21 ·                               | 9. Dez. 2019   | |
| Stolperstein Göttingen Weender Straße 19/20 Erika Gräfenberg     | Hier wohnte Erika Gräfenberg verh. Bachmann Jg. 1909 Flucht 1937 USA                                                                                           | Weender Straße 19/21 ·                               | 9. Dez. 2019   | |
| Stolperstein Göttingen Weender Straße 19/20 Anna Rosenberg       | Anna Rosenberg geb. Abt Jg. 1858 deportiert 1942 Theresienstadt ermordet 17.2.1943                                                                             | Weender Straße 19/21 ·                               | 9. Dez. 2019   | |
| der Stolperstein für Max Raphael Hahn                            | Hier wohnte und arbeitete Max Raphael Hahn Jg. 1880 deportiert 1941 Riga ermordet März 1942                                                                    | Weender Straße 70 ·                                  | 7. Feb. 2018   | |
| der Stolperstein für Gertrud Tana Hahn                           | Hier wohnte Gertrud Tana Hahn geb. Lasch Jg. 1893 deportiert 1941 Riga ermordet                                                                                | Weender Straße 70 ·                                  | 7. Feb. 2018   | |
| der Stolperstein für Nathan Hahn                                 | Hier wohnte und arbeitete Nathan Hahn Jg. 1868 deportiert 1942 Theresienstadt 1942 Treblinka ermordet                                                          | Weender Straße 70 ·                                  | 7. Feb. 2018   | |
| der Stolperstein für Betty Hahn                                  | Hier wohnte Betty Hahn geb. Grünbaum Jg. 1883 deportiert 1942 Theresienstadt 1942 Treblinka ermordet                                                           | Weender Straße 70 ·                                  | 7. Feb. 2018   | |
| der Stolperstein für Rudolf Hahn                                 | Rudolf Hahn Jg. 1919 Flucht 1939 England | Weender Straße 70 ·                                  | 7. Feb. 2018   | |
| der Stolperstein für Hanni Hahn                                  | Hanni Hahn Jg. 1922 Flucht 1939 England | Weender Straße 70 ·                                  | 7. Feb. 2018   | |
| der Stolperstein für Max Meier Hahn                              | Hier wohnte und arbeitete Max Meier Hahn Jg. 1909 Flucht 1941 USA                                                                                              | Weender Straße 70 ·                                  | 7. Feb. 2018   | |
| der Stolperstein für Leo Hahn                                    | Hier wohnte Leo Hahn Jg. 1913 Flucht 1938 Palästina | Weender Straße 70 ·                                  | 7. Feb. 2018   | |
| der Stolperstein für Rosa Meyerstein                             | Hier wohnte Rosa Meyerstein geb. Rosenbaum Jg. 1867 deportiert 1942 Theresienstadt 1942 Treblinka ermordet                                                     | Wöhlerstraße 6 ·                                     | 21. Sep. 2022  | |
| der Stolperstein für Margarete Meyerstein                        | Hier wohnte Margarete Meyerstein Jg. 1901 deportiert 1942 Ghetto Warschau ermordet                                                                             | Wöhlerstraße 6 ·                                     | 21. Sep. 2022  | |
| der Stolperstein für Ludwig Meyerstein                           | Hier wohnte Ludwig Meyerstein Jg. 1906 verzogen Berlin verhaftet 2.9.1937 Gefängnis Tegel Dachau Buchenwald ermordet 25.3.1942                                 | Wöhlerstraße 6 ·                                     | 21. Sep. 2022  | |
| der Stolperstein für Arnold Meyerstein                           | Hier wohnte Arnold Meyerstein Jg. 1908 verzogen Heirat 1941 Berlin deportiert 1942 ermordet in Auschwitz                                                       | Wöhlerstraße 6 ·                                     | 21. Sep. 2022  | |
| der Stolperstein für Betty Meyerstein                            | Hier wohnte Betty Meyerstein Jg. 1905 verzogen Berlin deportiert 1943 ermordet in Auschwitz                                                                    | Wöhlerstraße 6 ·                                     | 21. Sep. 2022  | |
| der Stolperstein für Lucie Meyerstein                            | Hier wohnte Lucie Meyerstein verh. Meininger Jg. 1903 deportiert 1942 Ghetto Warschau ermordet                                                                 | Wöhlerstraße 6 ·                                     | 21. Sep. 2022  | |
| der Stolperstein für Kurt Meininger                              | Hier wohnte Kurt Meininger 1894 deportiert 1942 Ghetto Warschau ermordet                                                                                       | Wöhlerstraße 6 ·                                     | 21. Sep. 2022  | |

## Verlegungen
- 26. Mai 2012: ein Stolperstein an einer Adresse
- 17. März 2015: zehn Stolpersteine an drei Adressen
- 10. Februar 2016: zehn Stolpersteine an vier Adressen
- 7. Februar 2018: 16 Stolpersteine an vier Adressen
- 9. Dezember 2019: 17 Stolpersteine an zwei Adressen[2]
- 18. Mai 2021: 12 Stolpersteine an drei Adressen[3]
- 21. September 2022: 20 Stolpersteine an drei Adressen[4]
- 20. November 2023: neun Stolpersteine an zwei Adressen[5]
- 16. September 2024: neun Stolpersteine an drei Adressen[6]